# Paddy O'Toole
Pour les articles homonymes, voir O'Toole.
 (mars 2020).
Patrick O'Toole, né le 15 janvier 1938 et mort le 11 mai 2025, est une personnalité politique irlandaise, membre du Fine Gael.

## Carrière
Paddy O'Toole est nommé par le Taoiseach Liam Cosgrave au 13e Seanad Éireann en 1973. Il est élu pour la première fois pour les élections au Dáil Éireann (chambre basse du parlement irlandais) aux élections générales de 1977 (deuxième tentative), en tant que candidat du Fine Gael pour la circonscription de Mayo East. O'Toole n'est que l'un des rares nouveaux député du Fine Gael dans ce qui est entré dans l'histoire comme la plus grande victoire électorale pour le Fianna Fáil de Jack Lynch.
O'Toole a servi dans les deux cabinets de Garret FitzGerald dans les années 1980, en tant que ministre de la Gaeltacht (1981-1982, 1982-1987), ministre des Pêches et des Forêts (1982-1986), Ministre du Tourisme, des Pêches et des Forêts (1987) et ministre de La Défense (1986-1987). Il conserve son siège au Dáil à chaque élection générale jusqu'à sa perte lors de l'élection générale de 1987. Il est nommé à la 17e session pour combler un poste vacant après les élections générales. Il se retire ensuite de la politique.